# 唐在炘
唐在炘（1922年—2007年6月25日），男，上海人，中国京劇琴師、作曲家，師從穆鐵芬、周長華、徐兰沅等京劇音樂藝術家。

## 生平
曾就读上海圣约翰大学。
唐在炘在中學和大學讀書時師從穆鐵芬（程硯秋劇團的第1任琴師，章遏雲劇團音樂指導）和周長華（程硯秋劇團的第2任琴師，1949年以後移民台灣）學京劇胡琴和京劇操琴（以京劇胡琴；京胡為演員伴奏唱腔和帶領文場；旋律部樂隊）藝術，並與學弟熊承旭，鄰居閔兆華組成業餘京劇樂隊，他拉京劇胡琴，熊承旭拉京劇二胡（京二胡），閔兆華彈京劇月琴。
青年時的唐在炘長期給程派名票高華（1949年以後移民台灣）伴奏。
1946年這個3人京劇樂隊在上海遇到程硯秋，向程硯秋學京劇藝術，並為程硯秋伴奏《碧玉簪》等戲，1947年，程硯秋叫他們「3劍客」。
1952年起，這個樂隊參加以李世濟為主的小型職業劇團，轉為職業，在上海和北京巡迴公演，並特請白登雲司鼓，期間唐在炘從白登雲學習京劇司鼓藝術。
1955年劇團解散後，唐在炘、熊承旭、李世濟參加馬連良劇團，唐在炘、熊承旭和劇團琴師李慕良（馬連良和徐蘭沅的學生）切磋琴藝。
唐在炘早年曾從馬連良的鼓師喬玉泉（喬玉林，人稱喬三；喬三爺）研習司鼓藝術。
1956年，馬連良劇團整併到北京京劇團（現在的北京京劇院）後，唐在炘和熊承旭拜徐蘭沅為師學習京劇音樂藝術，並與李慕良、陸松齡組成由徐蘭沅（李慕良、陸松齡、唐在炘、熊承旭4人共同的老師）擔任音樂指導的京劇唱腔設計小組。
李慕良、陸松齡、唐在炘、熊承旭這個4人小組完成了《刘三姐》、《洪湖赤卫队》、《南方来信》、《社长女儿》、《蘆蕩火種》（《沙家浜》的前身）、《杜鹃山》（1964年版）等多出現代京劇（京劇現代戲）的京劇唱腔設計。
唐在炘有現代京劇《海港》（裘盛戎版，1968年）、新編古裝京劇《陈三两爬堂》、《武则天轶事》等京劇音樂設計作品，並兼操京胡。
1979年，唐在炘從北京京劇院調入北京中國京劇院（直屬中華人民共和國中央人民政府文化部，2007年11月28日改名「中國國家京劇院」）。
1980年，唐在炘得到中華人民共和國中央人民政府文化部頒發京剧音乐1等奖。
唐在炘參與創作的新編古裝京劇有《西厢记》、《楚宫恨》、《林則徐》、《葉含嫣》、《碧波仙子》、《梅妃》（李世濟版）、《英台抗婚》（李世濟版）、《文姬歸漢》（李世濟版）等。
唐在炘長期擔任李世濟劇組的音樂指導，負責樂隊和操琴，劇組曾多次到香港公演，並於1995年在台灣國家戲劇院公演。
2001年，唐在炘病倒，不再操琴，2007年辭世。

## 家庭
- 父亲唐至上，早年曾留学英国，归国后任上海电力公司工程师。
- 唐在炘1963年与李世濟结婚，2人育有1子，有2個孫女。